# Convento de Nuestra Señora de Altabás

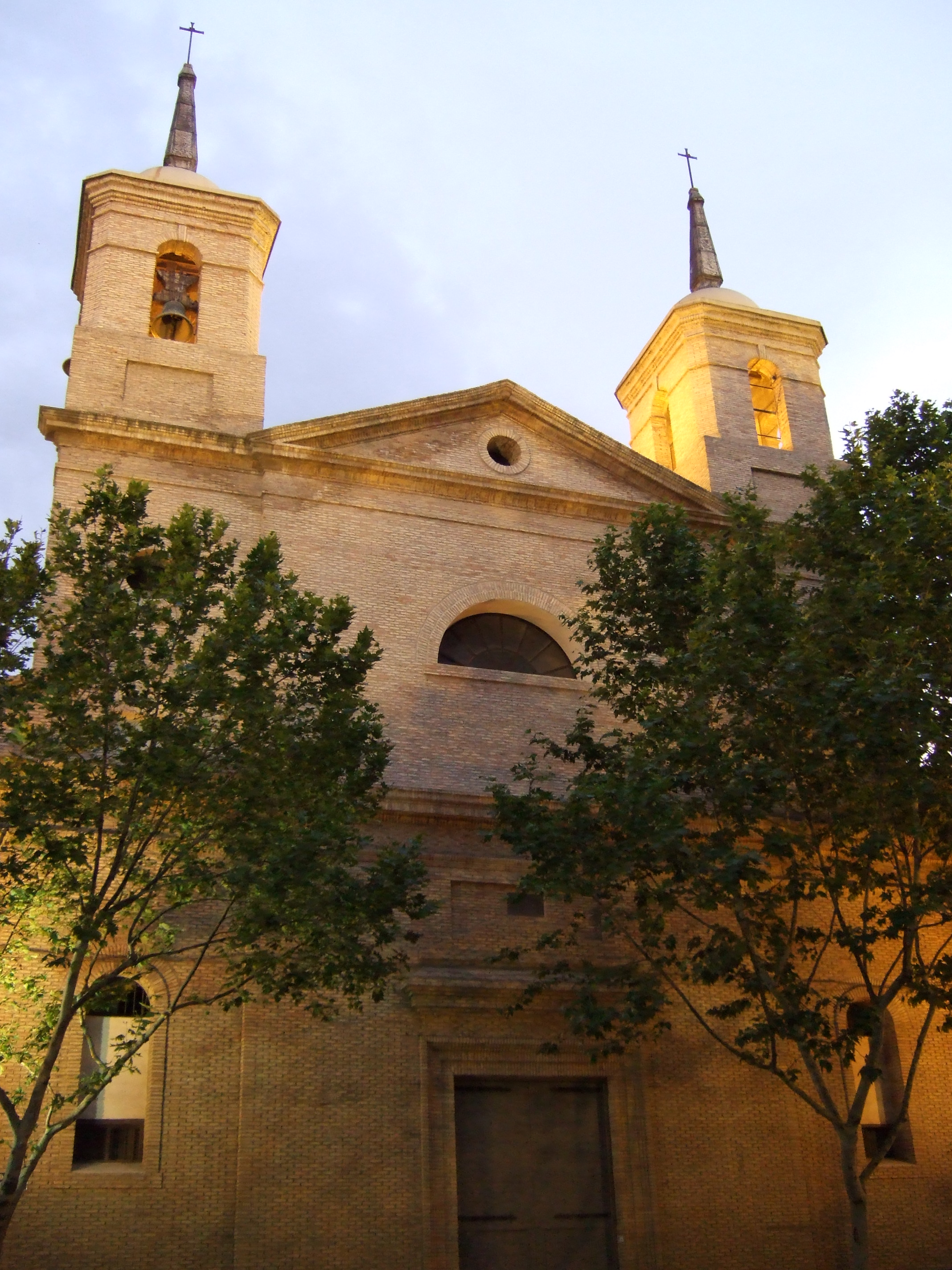
Actual Iglesia de Nuestra Señora de Altabás.

El convento de Nuestra Señora de Altabás era un convento que se hallaba situado en la plaza de Altabás, en el Arrabal de Zaragoza a la izquierda del río Ebro dinamitado por las tropas napoleónicas al abandonar la ciudad de Zaragoza tras los Sitios.
Perteneció a la orden tercera de San Francisco de Asís y fue fundado por Juana de Reus en 1557. Fue arruinado con su iglesia con la voladura del último ojo del puente de piedra en los sitios que sufrió esta capital a principios del siglo XIX pero se reedificó uno y otra en una nueva ubicación que es la que ocupa la actual Iglesia de Nuestra Señora de Altabás y en él habitaron las religiosas hasta el tiempo de la guerra civil en que fueron trasladadas al convento de clarisas de Jerusalén, donde permanecieron hasta el año 1852, en que volvieron. Las monjas de Altabás tenían escuelas públicas para la enseñanza de las niñas de dicho barrio del arrabal en donde hacían un señalado servicio a la sociedad.

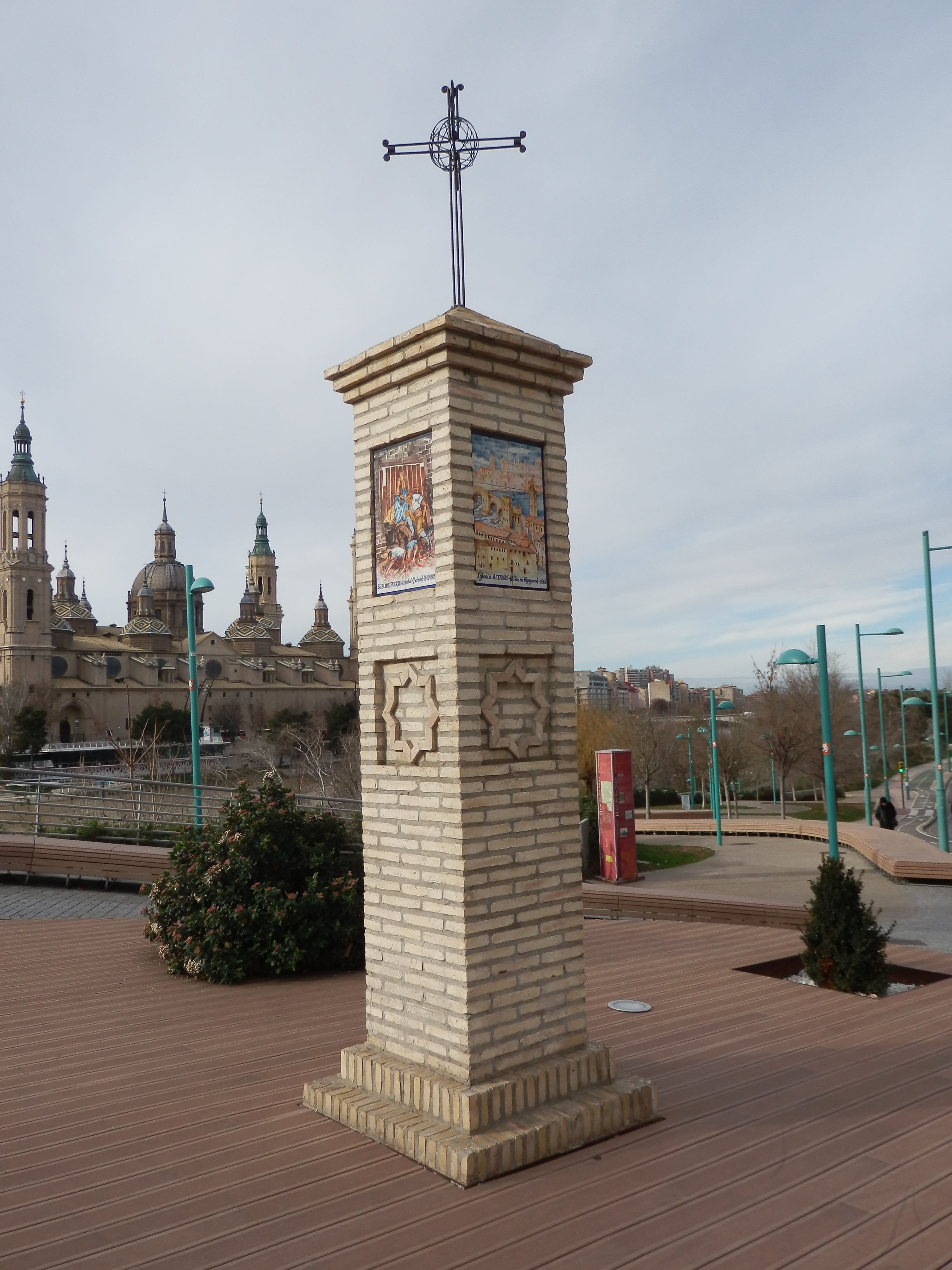
Peirón del Puente de Piedra donde se ubicaba el convento de Nuestra Señora de Altabás.

A finales del siglo XIX se erigió una nueva iglesia junto al convento de acuerdo al proyecto elaborado por José de Yarza en 1858. De estilo neoclásico, presenta una fachada sencilla con dos cuerpos rematados por un frontón triangular y una torre a cada lado.